# Sejřek
Sejřek (německy Seiersch) je obec v okrese Žďár nad Sázavou v kraji Vysočina. Žije zde 174 obyvatel. Součástí obce je kromě samotného Sejřku také vesnice Bor.

## Název
Jméno Sejřek (ve starší, nedoložené podobě Sýřek) je zdrobnělina původního Sýř (mužského rodu), které bylo odvozeno od osobního jména Sýr (totožného s obecným sýr) a znamenalo "Sýrův majetek". Hlásková změna ý > ej je pravidelná. Do spisovné podoby upravené Sýřek krátce užívané v 19. století se nevžilo.

## Historie
První písemná zmínka o obci pochází z roku 1350.
V letech 2006–2010 působil jako starosta František Krušina, od roku 2010 tuto funkci vykonával Jiří Mazour.
| Rok            | 1869 | 1880 | 1890 | 1900 | 1910 | 1921 | 1930 | 1950 | 1961 | 1970 | 1980 | 1991 | 2001 | 2006 | 2014 |
| Počet obyvatel | 374  | 446  | 464  | 413  | 401  | 401  | 371  | 292  | 260  | 233  | 199  | 166  | 159  | 164  | 162  |

## Pamětihodnosti
- Kaple sv. Anny

## Části obce
- Sejřek
- Bor

## Osobnosti
- Jiří Krytinář (1947–2015), herec